# Umberto D.
Umberto D. je italský film z roku 1952 režiséra Vittoria De Sicy. V roce 1955 obdržel spolu s francouzským filmem Ďábelské ženy Henriho-Georgese Clouzota New York Film Critics Circle Award v kategorii zahraničních filmů. Cesare Zavattini byl v roce 1957 nominován na Oscara za nejlepší scénář. Film byl také zařazen na seznam Sto italských filmů, které si zaslouží zachránit, sestavený na Benátském filmovém festivalu 2008 a na seznam stovky nejlepších filmů historie podle časopisu Time. Ingmar Bergman ho označil za svůj oblíbený film.
Film je natočen v duchu neorealismu, s využitím reálného prostředí a neherců (představitel hlavní role Carlo Battisti byl profesor lingvistiky). Jednoduchý příběh poukazuje na tíživou situaci penzistů v poválečné Itálii: Hlavní hrdina Umberto Domenico Ferrari je bývalý státní úředník, kterému důchod nestačí na zaplacení nájmu. Jeho situace je natolik bezvýchodná, že začne uvažovat o sebevraždě, při životě ho však drží přátelství k mladé služce a k psovi Flikovi.
V roce 2008 natočil Francis Huster novodobý remake Umberta D., nazvaný Muž a jeho pes, hlavní roli hrál Jean-Paul Belmondo.

## V hlavních rolích
- Carlo Battisti
- Maria-Pia Casilio
- Lina Gennari
- Ileana Simova
- Elena Rea
- Memmo Carotenuto